# Aloysio Borges
Aloysio Alves Borges (, 18 de dezembro de 1917 — , 27 de novembro de 1996) foi um militar e desportista brasileiro do pentatlo moderno e da esgrima . 

## Carreira
Aloysio Borges representou o Brasil nos Jogos Olímpicos de 1948, ficando na 38ª colocação por equipe e 21ª colocação no individual.
Em 1952, nos Jogos Olímpicos de Helsinque, Aloysio Borges competiu no pentatlo moderno, obtendo a 6ª colocação por equipe.
Conquistou a medalha de prata por equipe no pentatlo nos Jogos Pan-Americanos de 1951, em Buenos Aires. Repetiu a colocação nos Jogos Pan-Americanos de 1963, em São Paulo, porém na esgrima. 
Foi professor da Escola de Paraquedistas do Exército entre 1963 e 1965.